# Eucera doursana
Eucera doursana är en biart som beskrevs av Dalla Torre och Heinrich Friese 1894. Eucera doursana ingår i släktet långhornsbin, och familjen långtungebin. Inga underarter finns listade i Catalogue of Life.